# Acropholis stensioei
Acropholis stensioei è un pesce osseo estinto, appartenente ai paleonisciformi. Visse nel Permiano superiore (circa 259 - 254 milioni di anni fa) e i suoi resti fossili sono stati ritrovati in Groenlandia.

## Descrizione
Questo pesce era di grandi dimensioni, e solitamente poteva raggiungere la lunghezza di 80 centimetri. Il corpo era lungo e stretto, di forma affusolata. Il capo era allungato e il muso corto e appuntito. La pinna dorsale era a forma di triangolo appuntito, e posta nella parte posteriore del corpo. La pinna anale, di forma e dimensioni simili ma ancora più stretta e appuntita, era leggermente più arretrata. La pinna caudale era eterocerca, con due lobi pressoché della stessa lunghezza, sottili e allungati. Le scaglie che ricoprivano tutto il corpo erano dotate di ganoina, ma erano piccole e simili a piastrelle sovrapposte le une alle altre in file diagonali. 

## Classificazione
Descritto per la prima volta da Aldinger nel 1937, Acropholis stensioei è noto per alcuni esemplari fossili ben conservati ritrovati in terreni del Permiano superiore della Groenlandia. Acropholis fa parte di una radiazione di grossi pesci ossei predatori arcaici, gli Acrolepidae, tipici del Carbonifero e del Permiano, tra cui il ben noto (e molto diffuso) Acrolepis.

## Paleobiologia
Questo grosso pesce predatore doveva muoversi velocemente nelle acque continentali alla ricerca di prede che catturava grazie ai denti lunghi e aguzzi.